# La Briga Auta
La Briga Auta (italià Briga Alta, piemontès la Briga Àuta) és un municipi italià, situat a la regió del Piemont. L'any 2007 tenia 53 habitants. Està situat a la Val Ròia, dins de les Valls Occitanes. Limita amb els municipis de la Clusa, Cosio di Arroscia (Impèria), la Briga (Alps Marítims), Limon, Mendatica (Impèria), Ormea, Ròcafòrt, Tenda (Alps Marítims) i Triora (Impèria).

## Administració
| Període   | Identitat       | Partit                            |
| --------- | --------------- | --------------------------------- |
| 2014-     | Ivo Alberti     | Llista cívica "Tre campanili"     |
| 2009-2014 | Mario Zentilini | Llista cívica "Due stelle alpine" |
| 2004-2009 | Guido Lanteri   | Llista cívica                     |